# 斎藤義典
斎藤 義典（さいとう よしのり、1978年7月10日 - ）は、群馬県館林市出身の元野球選手（投手）。左投左打。

## 来歴
前橋工業高時代、1年生の秋からエースとして1995年のセンバツでベスト8・1996年の夏の甲子園ではベスト4に進出。140km/hを超える伸びのあるストレートと斎藤の代名詞とまで言われた鋭く縦に大きく割れるカーブ、スライダーとフォークを武器に甲子園を沸かせた。
第78回大会は左投手が非常に素晴らしい逸材が揃った大会だったが、文句なしにNo.1の実力と成績を残し、甲子園大会のベストナインをスポーツニッポンの記者が選ぶ、「スポニチベストナイン」にも投手部門第一位にも選ばれその評価を更に上げた。
全日本高校選抜にも選出され、アメリカロサンゼルスで行われた四カ国親善大会に日本代表のエースとして出場し、最速147km/hの球速を記録するなどして活躍。世界大会でも優勝を果たす。
1996年11月21日に開催されたNPBドラフト会議で近鉄バファローズから5位指名を受け、プロ入りへの抱負を語っていた。しかし下位指名だったことから、同年12月10日の3回目の入団交渉の際に「プロでやっていく自信がない」と話し、また近鉄が前橋から遠い在阪球団であることもあって入団に難色を示すようになる。やむを得ず近鉄は斎藤抜きで新入団選手の発表を行い、交渉を継続したが、同年12月27日には同校野球部顧問を通じて正式に入団拒否の意向を表明、既に入社が内定していた社会人野球の本田技研で野球を続けることとなった。同年のドラフト指名選手72人のうち、斎藤を除く71人はいずれもプロ入りした。
1997年から本田技研でプレーしたが、翌1998年にかねてから本人が希望をしていた富士重工業に移籍し、1年目から補強選手に選ばれるなど非凡な才能を見せる。都市対抗野球大会などでも活躍を見せ、2002年まで投手陣の主軸として約5年間プレーした。